# Guernseymartyrerna

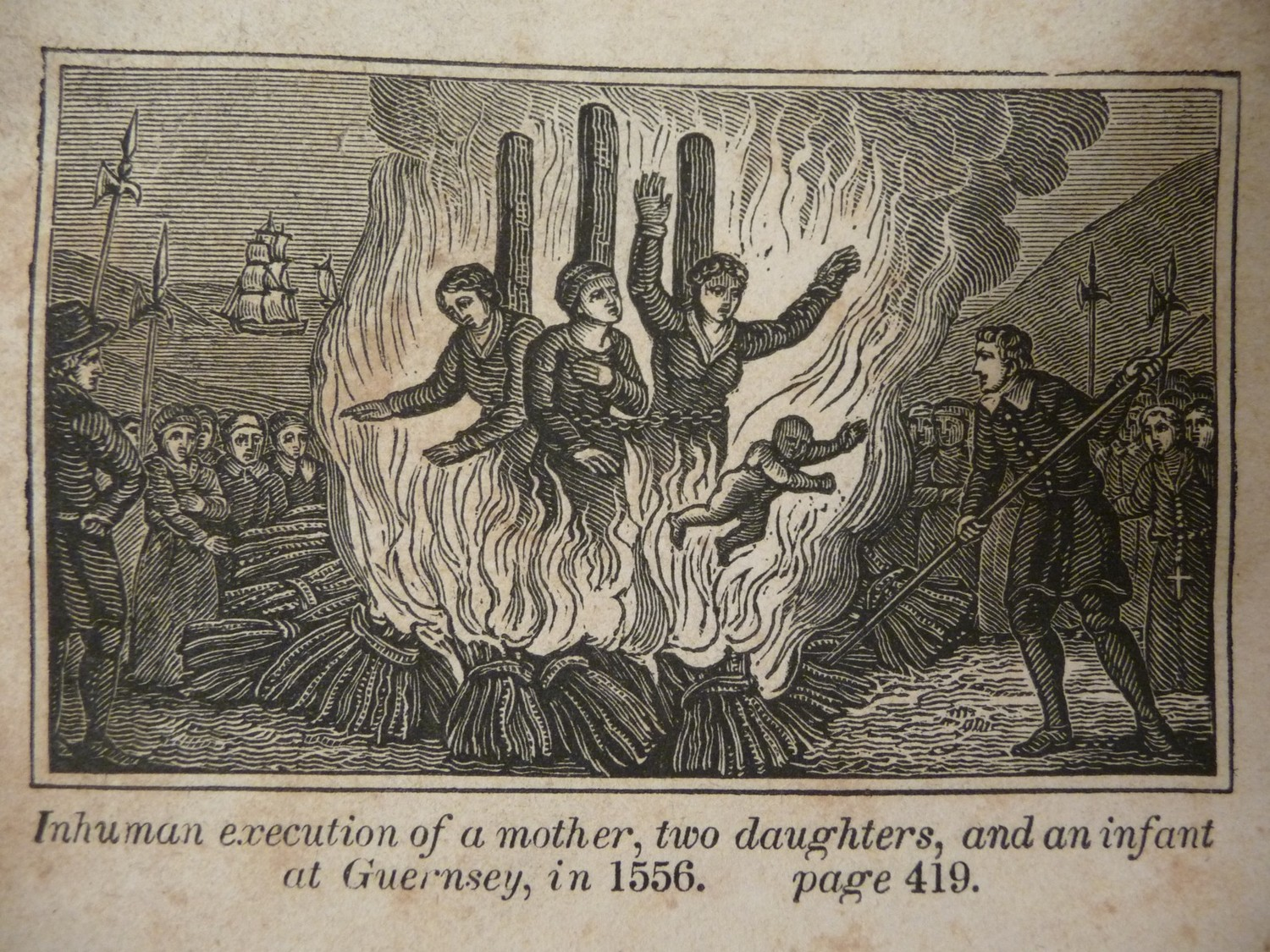
Martyrs of Guernsey

Guernsey-martyrerna var tre kvinnor som brändes levande på bål som för kätteri på Guernsey i Kanalöarna 18 juli 1556 och som sedan blev hyllade som martyrer. Kvinnorna bestod av Catherine Cauchés och hennes vuxna döttrar Guillemine Gilbert och Perotine Massey, och de dömdes för kätteri på grund av sina protestantiska sympatier under den Marianska förföljelsen av protestanter. Avrättningen tillhör de mest ökända under dessa förföljelser på grund av Perotine Massey, som var gravid under avrättningen: hon födde medan hon brann och barnet föll ned på marken framför bålet, men kastades tillbaka in i elden. 